# Bertram C. Brookes
Bertram Claude Brookes (* 7. Februar 1910; † 10. Juni 1991 in London) war ein britischer Statistiker und Informationswissenschaftler.

## Leben
Nach Tätigkeiten bei der Royal Air Force und dem Ministry of Supply während des Zweiten Weltkrieges arbeitete B.C. Brookes ab 1947 am University College London (UCL). Bis 1968 war er Dozent am Department of Electrical Engineering des UCL, wobei sein Interesse speziell der Statistik und der wissenschaftlichen Information galt. 1951 erschien ein von ihm mit W.F.L. Dick verfasstes Lehrbuch über mathematisch-statistische Methoden.
Ab 1966 bis zu seiner Emeritierung im Jahre 1977 war er Professor an der School of Librarianship and Archives des UCL. Anschließend war er unter anderem Gastprofessor an der University of Western Ontario und von 1984 bis zu seinem Tod 1991 an der City University London.
1989 erhielt er zusammen mit Jan Vlachý den Derek John de Solla Price Award der Zeitschrift Scientometrics.

## Werk
1968 publizierte Brookes seine erste fundamentale Arbeit zur Bradford-Verteilung (Bradfords Gesetz), denen weitere folgen sollten, und eröffnete damit eine bis heute anhaltende intensive Beschäftigung mit bibliometrischen Verteilungen. Weitere wichtige Beiträge lieferte Brookes zum Information Retrieval, zur Alterung wissenschaftlicher Literatur, zu den Grundlagen der Informationswissenschaft sowie zu deren philosophischen Aspekten.

## Schriften zu Bradfords Gesetz (Auswahl)
- The derivation and application of the Bradford-Zipf distribution, Journal of Documentation, Bd. 24 (1968), No. 4, S. 247–265
- Theory of the Bradford law,  Journal of Documentation, Bd. 33 (1968), No. 3, S. 180–209
- Bradford’s law and the bibliography of science, Nature, Bd. 224 (1968), S. 953–956